# Vượn mực
Vượn mực (danh pháp khoa học: Symphalangus syndactylus) là một loài linh trưởng thuộc họ Vượn và là loài bản địa Malaysia, Thái Lan và Sumatra.

## Mô tả
Chúng sống trên cây, có lông đen, là loài vượn lớn nhất, nó có kích thước có thể lớn gấp đôi các loài vượn khác, cao 1 mét và nặng tới 14 kg. Chúng chủ yếu ăn các bộ phận khác nhau của cây. Vượn mực Sumatra ăn trái cây nhiều hơn loài này ở Malaysia, với trái cây chiếm tỷ lệ lên đến 60% chế độ ăn uống của nó. Vượn mực ăn ít nhất 160 loài thực vật, từ dây leo cây thân gỗ. Thức ăn chủ yếu của nó là sung (Ficus spp.), một thành viên của họ Moraceae.
Vượn mực thích ăn trái cây chưa chín hơn là chín, lá non hơn lá già. Nó ăn hoa và một số động vật, chủ yếu là côn trùng. Khi vượn mực ăn hoa lớn, nó chỉ ăn cánh hoa, nhưng nó sẽ ăn tất cả các bộ phận của hoa nhỏ hơn, với các loại trái cây nhỏ nó cầm trong tay của nó trước khi đưa vào mồm. Khi ăn hạt lớn và cứng hoặc có cạnh sắc, nó bóc lấy cùi quả và vứt bỏ hạt. Mặc dù chế độ ăn uống của nó bao gồm phần đáng kể trái cây, nó là loài ăn lá nhiều nhất trong tất cả các thành viên của họ Hylobatidae.